# Referendum o odpiralnem času trgovin
Referendum o odpiralnem času trgovin je bil predhodni zakonodajni referendum v zvezi s predlogom Zakona o spremembi zakona o trgovini (ZT-B, EPA 750-III), ki je potekal 21. septembra 2003.